# Kriegspiel
|   | a | b | c | d | e | f | g | h |   |
| 8 | d4 branco peão · f4 branco bispo · b3 branco bispo · c3 branco cavalo · f3 branco cavalo · a2 branco peão · b2 branco peão · f2 branco peão · g2 branco peão · h2 branco peão · a1 branco torre · d1 branco rainha · e1 branco torre · g1 branco rei | d4 branco peão · f4 branco bispo · b3 branco bispo · c3 branco cavalo · f3 branco cavalo · a2 branco peão · b2 branco peão · f2 branco peão · g2 branco peão · h2 branco peão · a1 branco torre · d1 branco rainha · e1 branco torre · g1 branco rei | d4 branco peão · f4 branco bispo · b3 branco bispo · c3 branco cavalo · f3 branco cavalo · a2 branco peão · b2 branco peão · f2 branco peão · g2 branco peão · h2 branco peão · a1 branco torre · d1 branco rainha · e1 branco torre · g1 branco rei | d4 branco peão · f4 branco bispo · b3 branco bispo · c3 branco cavalo · f3 branco cavalo · a2 branco peão · b2 branco peão · f2 branco peão · g2 branco peão · h2 branco peão · a1 branco torre · d1 branco rainha · e1 branco torre · g1 branco rei | d4 branco peão · f4 branco bispo · b3 branco bispo · c3 branco cavalo · f3 branco cavalo · a2 branco peão · b2 branco peão · f2 branco peão · g2 branco peão · h2 branco peão · a1 branco torre · d1 branco rainha · e1 branco torre · g1 branco rei | d4 branco peão · f4 branco bispo · b3 branco bispo · c3 branco cavalo · f3 branco cavalo · a2 branco peão · b2 branco peão · f2 branco peão · g2 branco peão · h2 branco peão · a1 branco torre · d1 branco rainha · e1 branco torre · g1 branco rei | d4 branco peão · f4 branco bispo · b3 branco bispo · c3 branco cavalo · f3 branco cavalo · a2 branco peão · b2 branco peão · f2 branco peão · g2 branco peão · h2 branco peão · a1 branco torre · d1 branco rainha · e1 branco torre · g1 branco rei | d4 branco peão · f4 branco bispo · b3 branco bispo · c3 branco cavalo · f3 branco cavalo · a2 branco peão · b2 branco peão · f2 branco peão · g2 branco peão · h2 branco peão · a1 branco torre · d1 branco rainha · e1 branco torre · g1 branco rei | 8 |
| 7 | d4 branco peão · f4 branco bispo · b3 branco bispo · c3 branco cavalo · f3 branco cavalo · a2 branco peão · b2 branco peão · f2 branco peão · g2 branco peão · h2 branco peão · a1 branco torre · d1 branco rainha · e1 branco torre · g1 branco rei | d4 branco peão · f4 branco bispo · b3 branco bispo · c3 branco cavalo · f3 branco cavalo · a2 branco peão · b2 branco peão · f2 branco peão · g2 branco peão · h2 branco peão · a1 branco torre · d1 branco rainha · e1 branco torre · g1 branco rei | d4 branco peão · f4 branco bispo · b3 branco bispo · c3 branco cavalo · f3 branco cavalo · a2 branco peão · b2 branco peão · f2 branco peão · g2 branco peão · h2 branco peão · a1 branco torre · d1 branco rainha · e1 branco torre · g1 branco rei | d4 branco peão · f4 branco bispo · b3 branco bispo · c3 branco cavalo · f3 branco cavalo · a2 branco peão · b2 branco peão · f2 branco peão · g2 branco peão · h2 branco peão · a1 branco torre · d1 branco rainha · e1 branco torre · g1 branco rei | d4 branco peão · f4 branco bispo · b3 branco bispo · c3 branco cavalo · f3 branco cavalo · a2 branco peão · b2 branco peão · f2 branco peão · g2 branco peão · h2 branco peão · a1 branco torre · d1 branco rainha · e1 branco torre · g1 branco rei | d4 branco peão · f4 branco bispo · b3 branco bispo · c3 branco cavalo · f3 branco cavalo · a2 branco peão · b2 branco peão · f2 branco peão · g2 branco peão · h2 branco peão · a1 branco torre · d1 branco rainha · e1 branco torre · g1 branco rei | d4 branco peão · f4 branco bispo · b3 branco bispo · c3 branco cavalo · f3 branco cavalo · a2 branco peão · b2 branco peão · f2 branco peão · g2 branco peão · h2 branco peão · a1 branco torre · d1 branco rainha · e1 branco torre · g1 branco rei | d4 branco peão · f4 branco bispo · b3 branco bispo · c3 branco cavalo · f3 branco cavalo · a2 branco peão · b2 branco peão · f2 branco peão · g2 branco peão · h2 branco peão · a1 branco torre · d1 branco rainha · e1 branco torre · g1 branco rei | 7 |
| 6 | d4 branco peão · f4 branco bispo · b3 branco bispo · c3 branco cavalo · f3 branco cavalo · a2 branco peão · b2 branco peão · f2 branco peão · g2 branco peão · h2 branco peão · a1 branco torre · d1 branco rainha · e1 branco torre · g1 branco rei | d4 branco peão · f4 branco bispo · b3 branco bispo · c3 branco cavalo · f3 branco cavalo · a2 branco peão · b2 branco peão · f2 branco peão · g2 branco peão · h2 branco peão · a1 branco torre · d1 branco rainha · e1 branco torre · g1 branco rei | d4 branco peão · f4 branco bispo · b3 branco bispo · c3 branco cavalo · f3 branco cavalo · a2 branco peão · b2 branco peão · f2 branco peão · g2 branco peão · h2 branco peão · a1 branco torre · d1 branco rainha · e1 branco torre · g1 branco rei | d4 branco peão · f4 branco bispo · b3 branco bispo · c3 branco cavalo · f3 branco cavalo · a2 branco peão · b2 branco peão · f2 branco peão · g2 branco peão · h2 branco peão · a1 branco torre · d1 branco rainha · e1 branco torre · g1 branco rei | d4 branco peão · f4 branco bispo · b3 branco bispo · c3 branco cavalo · f3 branco cavalo · a2 branco peão · b2 branco peão · f2 branco peão · g2 branco peão · h2 branco peão · a1 branco torre · d1 branco rainha · e1 branco torre · g1 branco rei | d4 branco peão · f4 branco bispo · b3 branco bispo · c3 branco cavalo · f3 branco cavalo · a2 branco peão · b2 branco peão · f2 branco peão · g2 branco peão · h2 branco peão · a1 branco torre · d1 branco rainha · e1 branco torre · g1 branco rei | d4 branco peão · f4 branco bispo · b3 branco bispo · c3 branco cavalo · f3 branco cavalo · a2 branco peão · b2 branco peão · f2 branco peão · g2 branco peão · h2 branco peão · a1 branco torre · d1 branco rainha · e1 branco torre · g1 branco rei | d4 branco peão · f4 branco bispo · b3 branco bispo · c3 branco cavalo · f3 branco cavalo · a2 branco peão · b2 branco peão · f2 branco peão · g2 branco peão · h2 branco peão · a1 branco torre · d1 branco rainha · e1 branco torre · g1 branco rei | 6 |
| 5 | d4 branco peão · f4 branco bispo · b3 branco bispo · c3 branco cavalo · f3 branco cavalo · a2 branco peão · b2 branco peão · f2 branco peão · g2 branco peão · h2 branco peão · a1 branco torre · d1 branco rainha · e1 branco torre · g1 branco rei | d4 branco peão · f4 branco bispo · b3 branco bispo · c3 branco cavalo · f3 branco cavalo · a2 branco peão · b2 branco peão · f2 branco peão · g2 branco peão · h2 branco peão · a1 branco torre · d1 branco rainha · e1 branco torre · g1 branco rei | d4 branco peão · f4 branco bispo · b3 branco bispo · c3 branco cavalo · f3 branco cavalo · a2 branco peão · b2 branco peão · f2 branco peão · g2 branco peão · h2 branco peão · a1 branco torre · d1 branco rainha · e1 branco torre · g1 branco rei | d4 branco peão · f4 branco bispo · b3 branco bispo · c3 branco cavalo · f3 branco cavalo · a2 branco peão · b2 branco peão · f2 branco peão · g2 branco peão · h2 branco peão · a1 branco torre · d1 branco rainha · e1 branco torre · g1 branco rei | d4 branco peão · f4 branco bispo · b3 branco bispo · c3 branco cavalo · f3 branco cavalo · a2 branco peão · b2 branco peão · f2 branco peão · g2 branco peão · h2 branco peão · a1 branco torre · d1 branco rainha · e1 branco torre · g1 branco rei | d4 branco peão · f4 branco bispo · b3 branco bispo · c3 branco cavalo · f3 branco cavalo · a2 branco peão · b2 branco peão · f2 branco peão · g2 branco peão · h2 branco peão · a1 branco torre · d1 branco rainha · e1 branco torre · g1 branco rei | d4 branco peão · f4 branco bispo · b3 branco bispo · c3 branco cavalo · f3 branco cavalo · a2 branco peão · b2 branco peão · f2 branco peão · g2 branco peão · h2 branco peão · a1 branco torre · d1 branco rainha · e1 branco torre · g1 branco rei | d4 branco peão · f4 branco bispo · b3 branco bispo · c3 branco cavalo · f3 branco cavalo · a2 branco peão · b2 branco peão · f2 branco peão · g2 branco peão · h2 branco peão · a1 branco torre · d1 branco rainha · e1 branco torre · g1 branco rei | 5 |
| 4 | d4 branco peão · f4 branco bispo · b3 branco bispo · c3 branco cavalo · f3 branco cavalo · a2 branco peão · b2 branco peão · f2 branco peão · g2 branco peão · h2 branco peão · a1 branco torre · d1 branco rainha · e1 branco torre · g1 branco rei | d4 branco peão · f4 branco bispo · b3 branco bispo · c3 branco cavalo · f3 branco cavalo · a2 branco peão · b2 branco peão · f2 branco peão · g2 branco peão · h2 branco peão · a1 branco torre · d1 branco rainha · e1 branco torre · g1 branco rei | d4 branco peão · f4 branco bispo · b3 branco bispo · c3 branco cavalo · f3 branco cavalo · a2 branco peão · b2 branco peão · f2 branco peão · g2 branco peão · h2 branco peão · a1 branco torre · d1 branco rainha · e1 branco torre · g1 branco rei | d4 branco peão · f4 branco bispo · b3 branco bispo · c3 branco cavalo · f3 branco cavalo · a2 branco peão · b2 branco peão · f2 branco peão · g2 branco peão · h2 branco peão · a1 branco torre · d1 branco rainha · e1 branco torre · g1 branco rei | d4 branco peão · f4 branco bispo · b3 branco bispo · c3 branco cavalo · f3 branco cavalo · a2 branco peão · b2 branco peão · f2 branco peão · g2 branco peão · h2 branco peão · a1 branco torre · d1 branco rainha · e1 branco torre · g1 branco rei | d4 branco peão · f4 branco bispo · b3 branco bispo · c3 branco cavalo · f3 branco cavalo · a2 branco peão · b2 branco peão · f2 branco peão · g2 branco peão · h2 branco peão · a1 branco torre · d1 branco rainha · e1 branco torre · g1 branco rei | d4 branco peão · f4 branco bispo · b3 branco bispo · c3 branco cavalo · f3 branco cavalo · a2 branco peão · b2 branco peão · f2 branco peão · g2 branco peão · h2 branco peão · a1 branco torre · d1 branco rainha · e1 branco torre · g1 branco rei | d4 branco peão · f4 branco bispo · b3 branco bispo · c3 branco cavalo · f3 branco cavalo · a2 branco peão · b2 branco peão · f2 branco peão · g2 branco peão · h2 branco peão · a1 branco torre · d1 branco rainha · e1 branco torre · g1 branco rei | 4 |
| 3 | d4 branco peão · f4 branco bispo · b3 branco bispo · c3 branco cavalo · f3 branco cavalo · a2 branco peão · b2 branco peão · f2 branco peão · g2 branco peão · h2 branco peão · a1 branco torre · d1 branco rainha · e1 branco torre · g1 branco rei | d4 branco peão · f4 branco bispo · b3 branco bispo · c3 branco cavalo · f3 branco cavalo · a2 branco peão · b2 branco peão · f2 branco peão · g2 branco peão · h2 branco peão · a1 branco torre · d1 branco rainha · e1 branco torre · g1 branco rei | d4 branco peão · f4 branco bispo · b3 branco bispo · c3 branco cavalo · f3 branco cavalo · a2 branco peão · b2 branco peão · f2 branco peão · g2 branco peão · h2 branco peão · a1 branco torre · d1 branco rainha · e1 branco torre · g1 branco rei | d4 branco peão · f4 branco bispo · b3 branco bispo · c3 branco cavalo · f3 branco cavalo · a2 branco peão · b2 branco peão · f2 branco peão · g2 branco peão · h2 branco peão · a1 branco torre · d1 branco rainha · e1 branco torre · g1 branco rei | d4 branco peão · f4 branco bispo · b3 branco bispo · c3 branco cavalo · f3 branco cavalo · a2 branco peão · b2 branco peão · f2 branco peão · g2 branco peão · h2 branco peão · a1 branco torre · d1 branco rainha · e1 branco torre · g1 branco rei | d4 branco peão · f4 branco bispo · b3 branco bispo · c3 branco cavalo · f3 branco cavalo · a2 branco peão · b2 branco peão · f2 branco peão · g2 branco peão · h2 branco peão · a1 branco torre · d1 branco rainha · e1 branco torre · g1 branco rei | d4 branco peão · f4 branco bispo · b3 branco bispo · c3 branco cavalo · f3 branco cavalo · a2 branco peão · b2 branco peão · f2 branco peão · g2 branco peão · h2 branco peão · a1 branco torre · d1 branco rainha · e1 branco torre · g1 branco rei | d4 branco peão · f4 branco bispo · b3 branco bispo · c3 branco cavalo · f3 branco cavalo · a2 branco peão · b2 branco peão · f2 branco peão · g2 branco peão · h2 branco peão · a1 branco torre · d1 branco rainha · e1 branco torre · g1 branco rei | 3 |
| 2 | d4 branco peão · f4 branco bispo · b3 branco bispo · c3 branco cavalo · f3 branco cavalo · a2 branco peão · b2 branco peão · f2 branco peão · g2 branco peão · h2 branco peão · a1 branco torre · d1 branco rainha · e1 branco torre · g1 branco rei | d4 branco peão · f4 branco bispo · b3 branco bispo · c3 branco cavalo · f3 branco cavalo · a2 branco peão · b2 branco peão · f2 branco peão · g2 branco peão · h2 branco peão · a1 branco torre · d1 branco rainha · e1 branco torre · g1 branco rei | d4 branco peão · f4 branco bispo · b3 branco bispo · c3 branco cavalo · f3 branco cavalo · a2 branco peão · b2 branco peão · f2 branco peão · g2 branco peão · h2 branco peão · a1 branco torre · d1 branco rainha · e1 branco torre · g1 branco rei | d4 branco peão · f4 branco bispo · b3 branco bispo · c3 branco cavalo · f3 branco cavalo · a2 branco peão · b2 branco peão · f2 branco peão · g2 branco peão · h2 branco peão · a1 branco torre · d1 branco rainha · e1 branco torre · g1 branco rei | d4 branco peão · f4 branco bispo · b3 branco bispo · c3 branco cavalo · f3 branco cavalo · a2 branco peão · b2 branco peão · f2 branco peão · g2 branco peão · h2 branco peão · a1 branco torre · d1 branco rainha · e1 branco torre · g1 branco rei | d4 branco peão · f4 branco bispo · b3 branco bispo · c3 branco cavalo · f3 branco cavalo · a2 branco peão · b2 branco peão · f2 branco peão · g2 branco peão · h2 branco peão · a1 branco torre · d1 branco rainha · e1 branco torre · g1 branco rei | d4 branco peão · f4 branco bispo · b3 branco bispo · c3 branco cavalo · f3 branco cavalo · a2 branco peão · b2 branco peão · f2 branco peão · g2 branco peão · h2 branco peão · a1 branco torre · d1 branco rainha · e1 branco torre · g1 branco rei | d4 branco peão · f4 branco bispo · b3 branco bispo · c3 branco cavalo · f3 branco cavalo · a2 branco peão · b2 branco peão · f2 branco peão · g2 branco peão · h2 branco peão · a1 branco torre · d1 branco rainha · e1 branco torre · g1 branco rei | 2 |
| 1 | d4 branco peão · f4 branco bispo · b3 branco bispo · c3 branco cavalo · f3 branco cavalo · a2 branco peão · b2 branco peão · f2 branco peão · g2 branco peão · h2 branco peão · a1 branco torre · d1 branco rainha · e1 branco torre · g1 branco rei | d4 branco peão · f4 branco bispo · b3 branco bispo · c3 branco cavalo · f3 branco cavalo · a2 branco peão · b2 branco peão · f2 branco peão · g2 branco peão · h2 branco peão · a1 branco torre · d1 branco rainha · e1 branco torre · g1 branco rei | d4 branco peão · f4 branco bispo · b3 branco bispo · c3 branco cavalo · f3 branco cavalo · a2 branco peão · b2 branco peão · f2 branco peão · g2 branco peão · h2 branco peão · a1 branco torre · d1 branco rainha · e1 branco torre · g1 branco rei | d4 branco peão · f4 branco bispo · b3 branco bispo · c3 branco cavalo · f3 branco cavalo · a2 branco peão · b2 branco peão · f2 branco peão · g2 branco peão · h2 branco peão · a1 branco torre · d1 branco rainha · e1 branco torre · g1 branco rei | d4 branco peão · f4 branco bispo · b3 branco bispo · c3 branco cavalo · f3 branco cavalo · a2 branco peão · b2 branco peão · f2 branco peão · g2 branco peão · h2 branco peão · a1 branco torre · d1 branco rainha · e1 branco torre · g1 branco rei | d4 branco peão · f4 branco bispo · b3 branco bispo · c3 branco cavalo · f3 branco cavalo · a2 branco peão · b2 branco peão · f2 branco peão · g2 branco peão · h2 branco peão · a1 branco torre · d1 branco rainha · e1 branco torre · g1 branco rei | d4 branco peão · f4 branco bispo · b3 branco bispo · c3 branco cavalo · f3 branco cavalo · a2 branco peão · b2 branco peão · f2 branco peão · g2 branco peão · h2 branco peão · a1 branco torre · d1 branco rainha · e1 branco torre · g1 branco rei | d4 branco peão · f4 branco bispo · b3 branco bispo · c3 branco cavalo · f3 branco cavalo · a2 branco peão · b2 branco peão · f2 branco peão · g2 branco peão · h2 branco peão · a1 branco torre · d1 branco rainha · e1 branco torre · g1 branco rei | 1 |
|   | a | b | c | d | e | f | g | h |   |

Kriegspiel é uma das mais populares e conhecidas variante do xadrez e , tendo sido inventada por Henry Michel Temple que tomou como inspiração a Guerra dos Boers que havia começado a pouco tempo. No Kriegspiel, o jogador não pode ver as peças do adversários tampouco sabe os movimentos realizado por este. Um observador com a visão dos dois tabuleiros revela as informações se os movimentos são válidos ou não. O jogo teve maior popularidade no início do século XIX, sendo praticado em clubes de xadrez e publicados artigos nas principais revistas de enxadrismo da época como a Chess Amateur e o anuário The Yearbook of Chess (1913, 1915 e 1916). Jogadores como Frank Marshall e Emanuel Lasker tiveram interesse pela variante, e campeonatos regulares foram disputados entre a primeira e segunda guerra mundial.

## Regras
Uma partida precisa de dois jogadores, um observador, três tabuleiros com peças e duas telas. Os tabuleiros são enfileirados com as telas entre estes. No meio, fica o observador que monitora os movimentos dos jogadores em cada ponta no meio. Os adversários, um em cada ponta, utilizam somente as peças de sua cor e, impedidos pela tela, não veem as peças do observador ou do adversário.